# Morris Stein
Morris Isaac Stein (1921–2006) – amerykański psycholog. Prowadził badania na temat ogólnie rozumianej twórczości i metod jej stymulowania. Zdefiniował on twórcze dzieło jako nowe i wartościowe w pewnym okresie dla pewnej grupy osób. Definicja ta, opublikowana w artykule Creativity and culture z 1953 r., jest używana przez psychologów również obecnie.

## Ważniejsze książki
- Twórczość pod lupą: aforyzmy, wiersze i anegdoty poświęcone twórczości
- Stimulating creativity: individual procedures
- Gifted, talented, and creative young people: a guide to theory, teaching, and research
- Creativity and the individual: Summaries of selected literature in psychology and psychiatry (współautor: S. J. Heinze)

## Ważniejsze artykuły naukowe
- M. I. Stein, Creativity and culture, Journal of Psychology, 36, 1953, s. 311-322.